# Pellegrino Morano
Pellegrino „Don Grino“ Morano (* 1877 in Prata di Principato Ultra in der Provinz Avellino der Region Kampanien in Italien; ermordet an einem unbekannten Datum nach 1920 auf Sizilien) war ein italoamerikanischer Camorrista und galt seit 1911 als Boss der US-amerikanischen Camorra.

## Biografie
Pellegrino Morano war ein Jugendfreund von Giuseppe Battista Balsamo, der später als erster großer Mafioso der USA galt. 1905 kam Morano nach New York und stieg 1911 zum Boss der ursprünglich aus der Gegend um Neapel stammenden US-amerikanischen Camorra, die ebenso wie die sizilianische Mafia nach New York City „emigriert“ war, auf. Diesen Aufstieg hatte er der Deportation von Enrico „Erricone“ Alfano im Jahre 1907 zu verdanken, der als Führer der Camorra in Italien galt, aber durch die Arbeit des New Yorker Polizisten Joseph Petrosino entlarvt und bereits im Jahr seiner Ankunft aus den USA ausgewiesen wurde.
Aus den zurückgebliebenen Mitgliedern formte Morano eine Gruppe, die rückblickend als Vorläufer des später als Gambino-Familie klassifizierten Mafia-Clans gelten kann, nachdem die Sizilianer die Oberhand gewannen und die Gruppe übernahmen.
Zunächst aber befanden sich die US-amerikanischen Ableger der Camorra und der Mafia noch in Rivalität um die lukrativsten Einnahmequellen. Auch die Camorra war fest in den italienischen Gemeinschaften in der Neuen Welt verwurzelt. So kontrollierte sie Anfang des 20. Jahrhunderts in New York City den Stadtteil Brooklyn; ihr Hauptquartier befand sich in einem Restaurant auf Coney Island; Camorra-Bosse aus dem ganzen Land, wie z. B. Andrea Ricci aus Philadelphia, trafen sich hier mit Morano zu Beratungen. Diese drehten sich vor allem um die Ausweitung der eigenen „Geschäftstätigkeit“ zu Lasten der Sizilianer.
Die Expansion in andere Stadtteile führte unweigerlich zu Konflikten, wie etwa in Manhattan, East Harlem und Greenwich Village. Die Situation ab 1914 wird heute als regelrechter Krieg zwischen der Camorra und der Mafia gesehen.
Insbesondere begann eine Auseinandersetzung mit der Morello-Familie, die zahlreiche Opfer forderte. Um den Konflikt für sich zu entscheiden, plante Morano die Anführer der Gegenseite zu ermorden. Dazu wurden diese zu einem Treffen eingeladen, auf dem vorgeblich eine friedliche Lösung ausgehandelt werden sollte. Nicholas Morello und sein Bodyguard Charles Ubriaco waren am 6. November 1916 auf dem Weg zu diesem Treffen im Navy Street Cafe, als sie vor dem Straßencafé von fünf Personen angegriffen und getötet wurden. Die Gegend wurde von der Navy Street Gang beherrscht, deren Boss Alessandro Vollero ein wichtiger Unterführer von Morano war. Das Navy Street Cafe war das Hauptquartier der Navy Street Gang.
Morano und Vollero fühlten sich vollständig sicher, wurden dann aber für diese Tat tagelang in Haft genommen, da einer der fünf Schützen offenbar vor der Polizei ausgesagt hatte. 1917 wurde Morano verurteilt und 1919 nach Italien abgeschoben.
Mit dem Ausscheiden von Morano war der Camorra in den USA die Spitze gegen die Mafia genommen, und die Amerikanische Cosa Nostra begann zu dominieren. Der Sizilianer Salvatore D’Aquila wurde quasi Moranos Nachfolger.

## Bücher
- Carl Sifakis. The Mafia Encyclopedia: Second Edition. Checkmark Books, New York 1999.